# Gare d'Évian-les-Bains
La gare d'Évian-les-Bains est une gare ferroviaire française de la ligne de Longeray-Léaz au Bouveret, située à proximité du centre de la ville d'Évian-les-Bains, dans le département de la Haute-Savoie, en région Auvergne-Rhône-Alpes.
C'est une gare de la Société nationale des chemins de fer français (SNCF) desservie par des TGV inOui, des trains TER Auvergne-Rhône-Alpes et par la ligne L1 du RER transfrontalier Léman Express.

## Situation ferroviaire

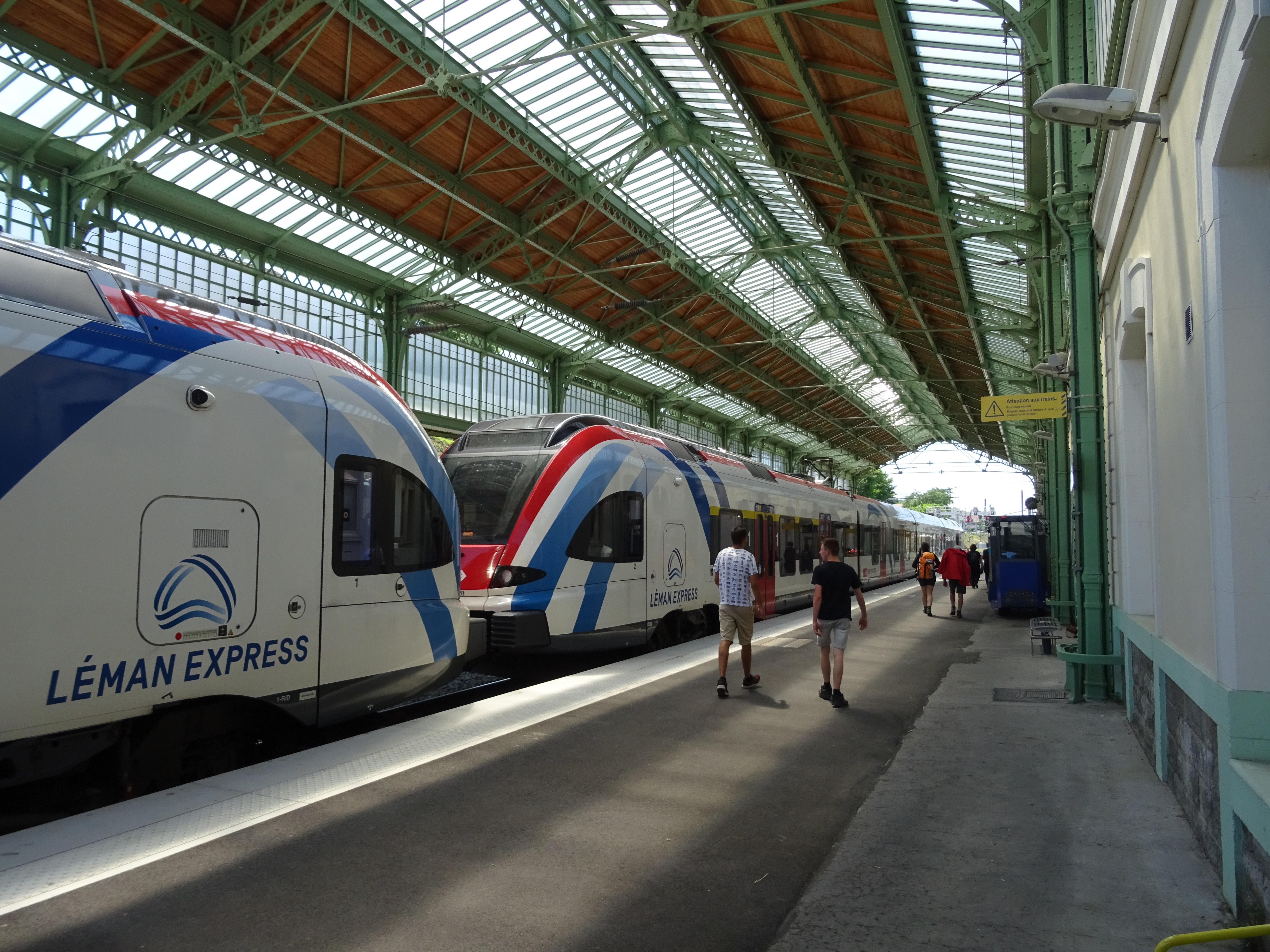
Un RABe 522 des CFF à quai après avoir effectué un service L1 du RER transfrontalier Léman Express.

Établie à 411 mètres d'altitude, la gare d'Évian-les-Bains est située au point kilométrique (PK) 211,366 de la ligne de Longeray-Léaz au Bouveret, entre les gares de Thonon-les-Bains (ouverte) et de Les Bains d'Évian (fermée). Elle est devenue une gare terminus depuis l'arrêt de l'exploitation du tronçon d'Évian-les-Bains à la frontière franco-suisse.
La gare dispose de deux quais et de trois voies : le quai no 1 (latéral), pour la voie A, et le quai no 2 (central), pour les voies B et C.

## Histoire

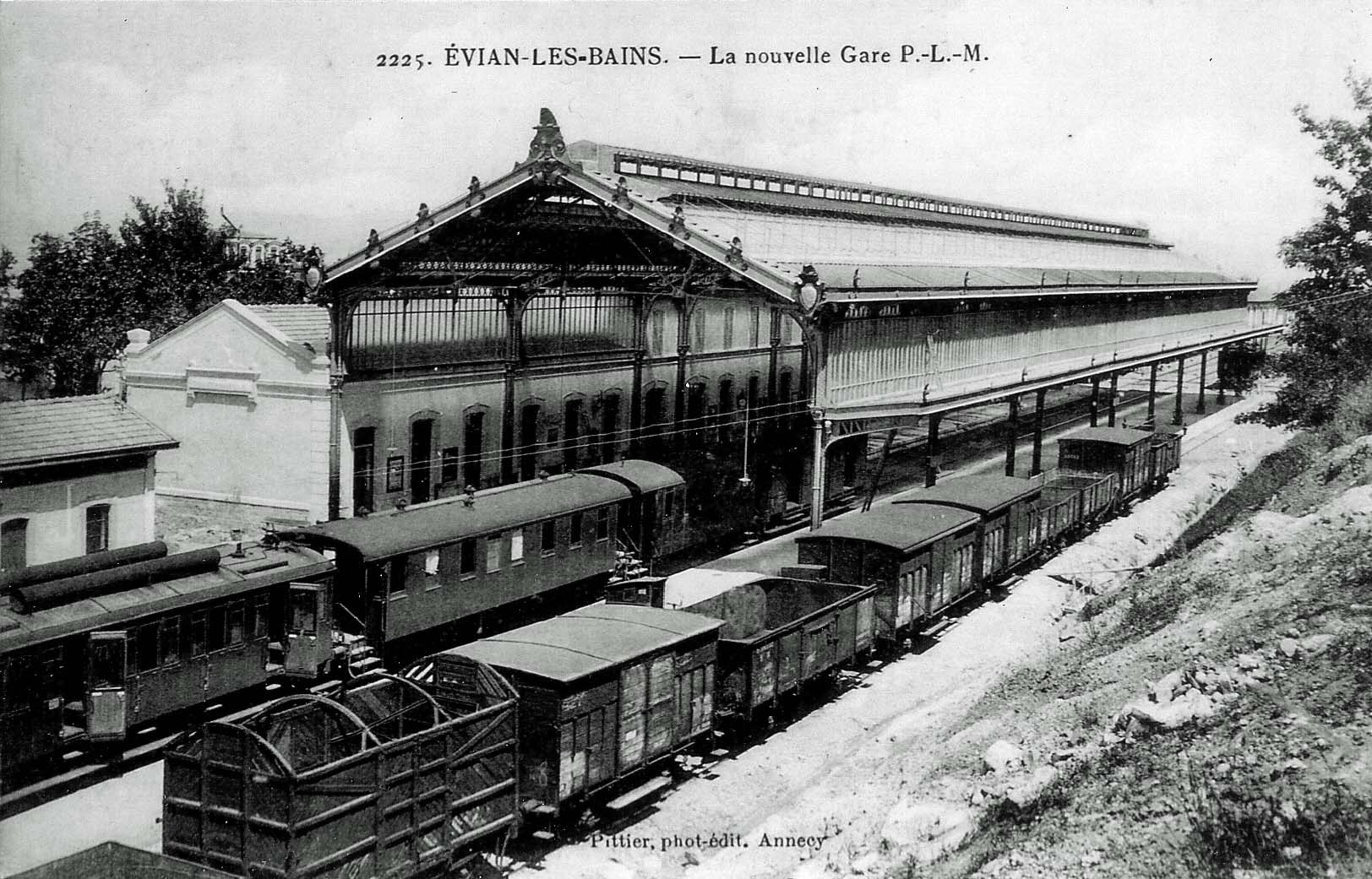
Ancienne photographie de la gare.

La gare est mise en service le 1er juin 1882, en même temps que la section entre la gare d'Évian et la gare de Thonon-les-Bains.
Projetée de longue date, la rénovation de la grande halle des voyageurs de la gare d'Évian a été achevée fin 2010. Ces travaux ont été financés par RFF, la Région Rhône-Alpes et la Ville d’Évian-les-Bains. Ce chantier a été également l’occasion pour RFF de renouveler voie et ballast sur des portions de voies au niveau de la gare. Ces travaux concernaient la rénovation de la marquise au titre du patrimoine régional remarquable.
Autrefois, la gare d'Évian-les-Bains était desservie par des Intercités de nuit sur les relations:
- Paris-Austerlitz ↔ Évian-les-Bains via Dijon-Ville, Culoz, Bellegarde, Annemasse et Thonon-les-Bains[2];
- Vintimille ↔ Évian-les-Bains via Nice-Ville, Marseille, Avignon, Valence-Ville, Grenoble, Chambéry et Thonon-les-Bains[3].

### Histoire de la desserte
- Le 29 septembre 1996 : création d'un train quotidien Évian-les-Bains - Valence via Annecy, Chambéry-Challes-les-Eaux et Grenoble (et retour).
- Le 20 novembre 2006 : mise en service des rames automotrices à deux niveaux de la série Z 23500 de la SNCF entre Genève-Eaux-Vives et Évian-les-Bains.
- Le 8 décembre 2007 : dernier jour de circulation du train quotidien Évian-les-Bains - Valence-Ville (et retour).
- Le 9 décembre 2007, mise en service de la première phase de l'horaire cadencé sur l'ensemble du réseau TER Rhône-Alpes et donc pour l'ensemble des circulations ferroviaires régionales.
- Le 12 décembre 2010 : mise en service d'un train Évian-les-Bains - Grenoble via Annecy les dimanches soir avec retour les vendredis soir, pour les étudiants de l'académie de Grenoble, et desservant la gare de Grenoble-Universités-Gières.
- Le 27 novembre 2011 : dernier jour de la circulation Genève-Eaux-Vives – Évian-les-Bains, pour cause de fermeture provisoire de la gare des Eaux-Vives en vue du projet de la ligne CEVA.
- Le 14 décembre 2019: La relation quotidienne Évian-les-Bains ↔ Lyon Part-Dieu (via Thonon-les-Bains - Annemasse - Bellegarde - Culoz - Ambérieu-en-Bugey) est limitée au tronçon Évian-les-Bains ↔ Bellegarde[4].
- Le 15 décembre 2019 : Mise en service des rames automotrices de la ligne L1 du Léman Express entre Coppet et Évian-les-Bains (via Genève-Cornavin).

## Service des voyageurs

### Accueil

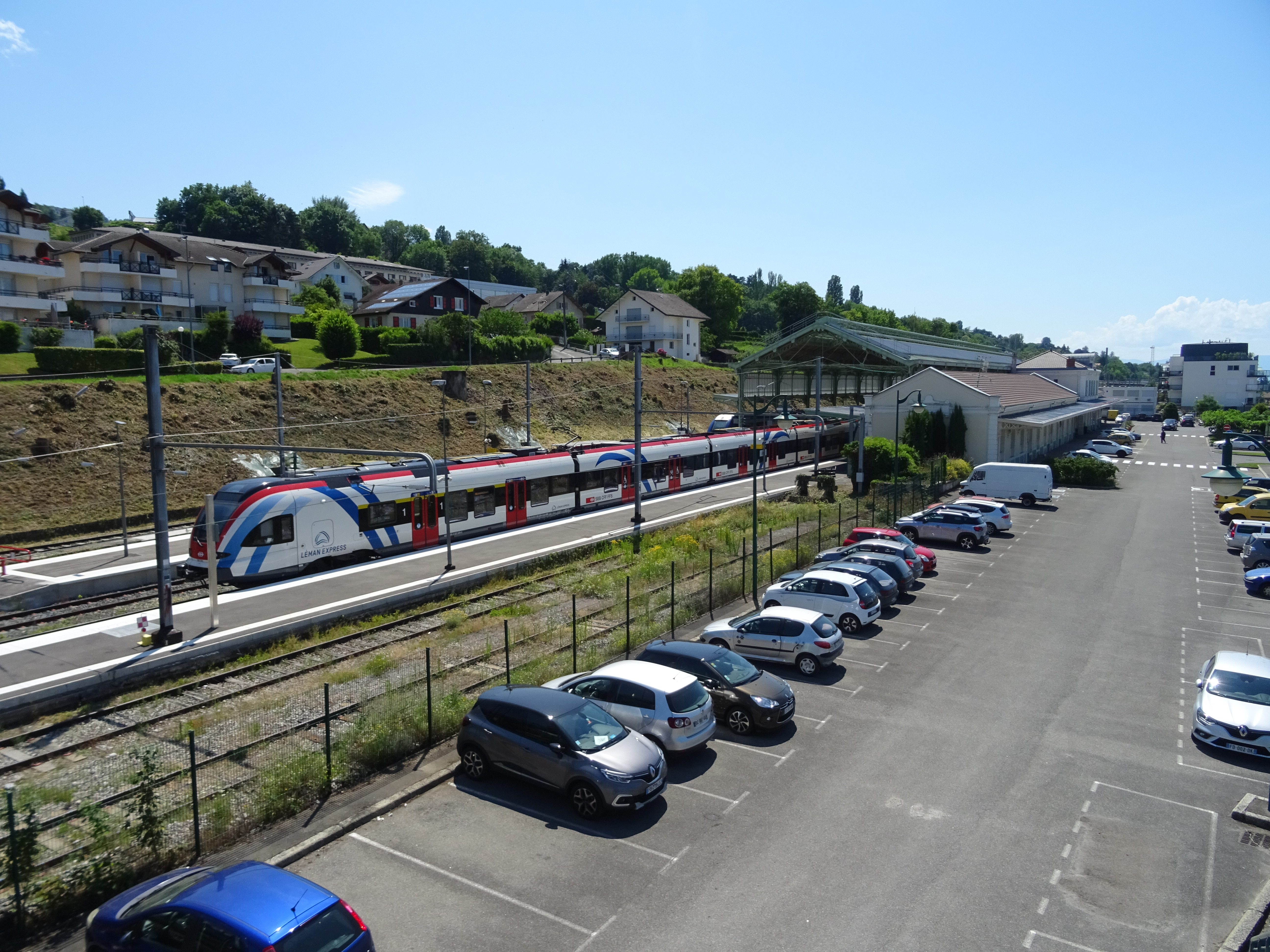
Vue d'ensemble de la gare.

Gare SNCF, elle dispose d'un bâtiment voyageurs, avec guichet, ouvert tous les jours. Elle est équipée d'automates pour l'achat de titres de transport. Des équipements, aménagements et services sont à la disposition des personnes à la mobilité réduite.

### Desserte
La gare d'Évian-les-Bains est la gare terminus :
- des trains TER Auvergne-Rhône-Alpes sur la relation Bellegarde ↔ Évian-les-Bains via Annemasse et Thonon-les-Bains.
- de la ligne L1 du Léman Express sur la relation Coppet ↔ Évian-les-Bains via Genève-Cornavin, Annemasse et Thonon-les-Bains [6];

Les vendredis, samedis, dimanches et jours fériés, la gare est le terminus des TGV inOui (desserte renforcée l'hiver  les stations du massif du Chablais : Bernex, Thollon-les-Mémises) sur la relation:
- Paris-Gare-de-Lyon ↔ Évian-les-Bains via Bellegarde, Annemasse et Thonon-les-Bains.

Trains à Évian-les-Bains
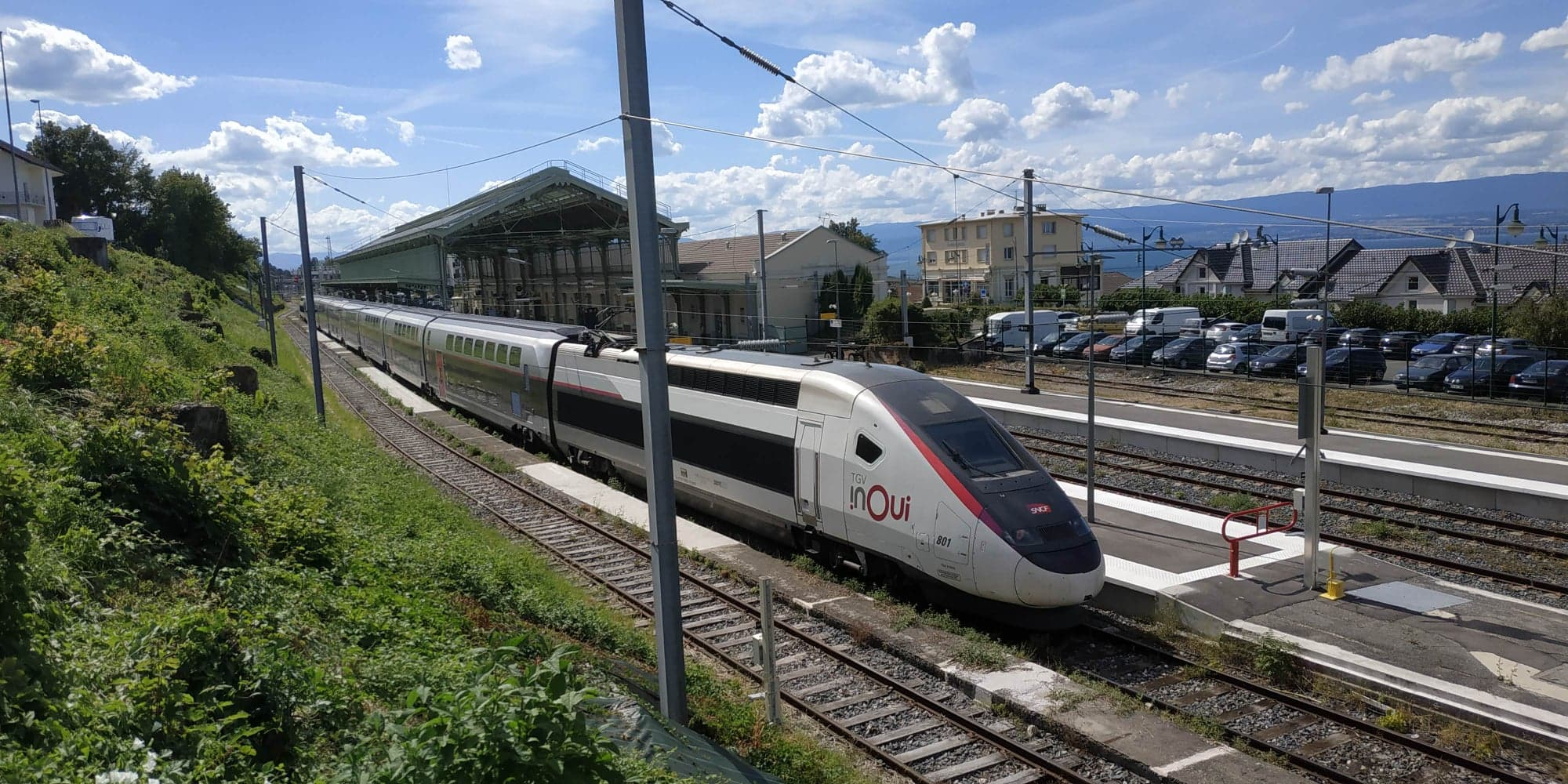
TGV INOUI en provenance de Paris-Gare-de-Lyon.
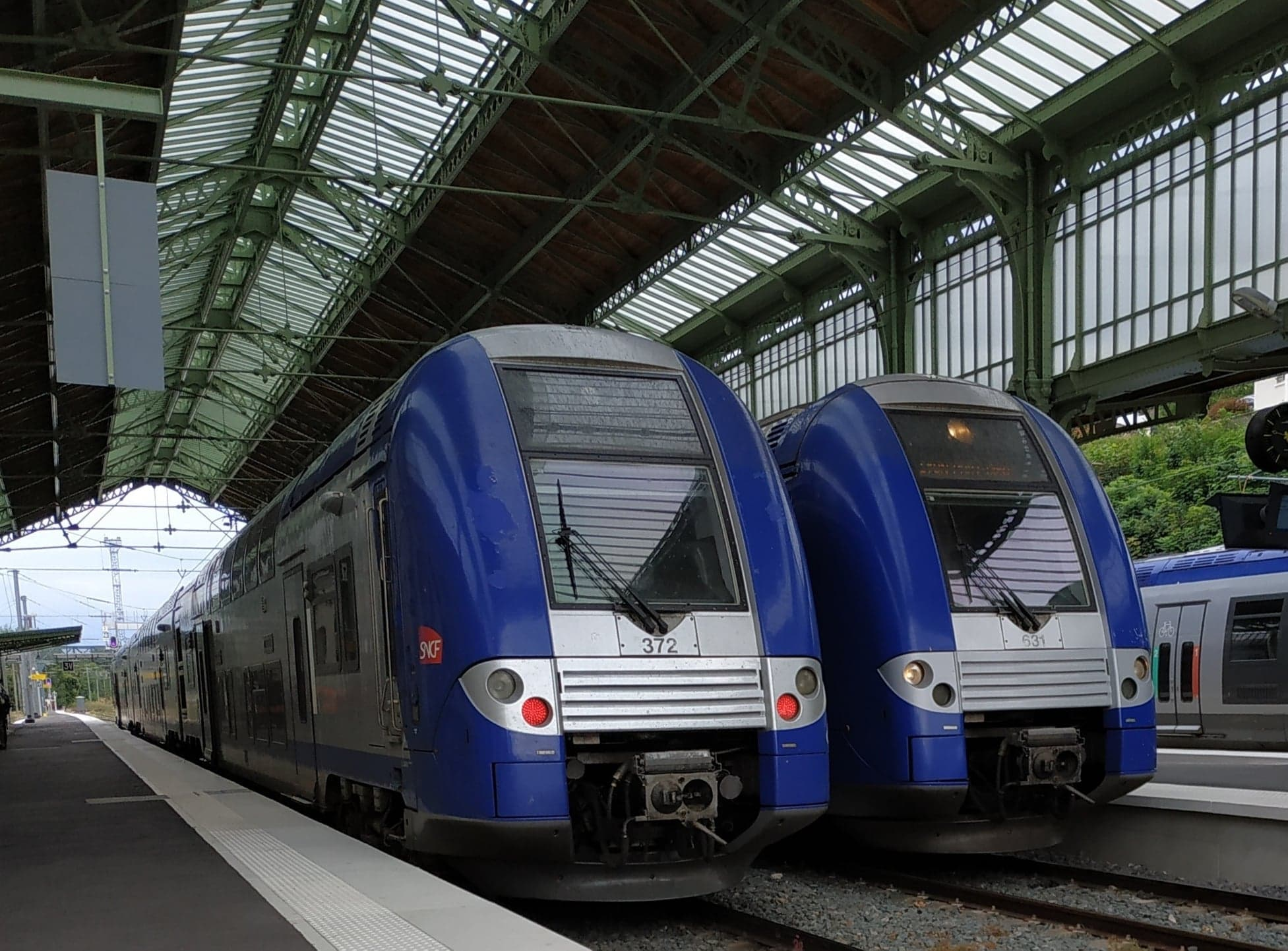
TER Auvergne-Rhône-Alpes.
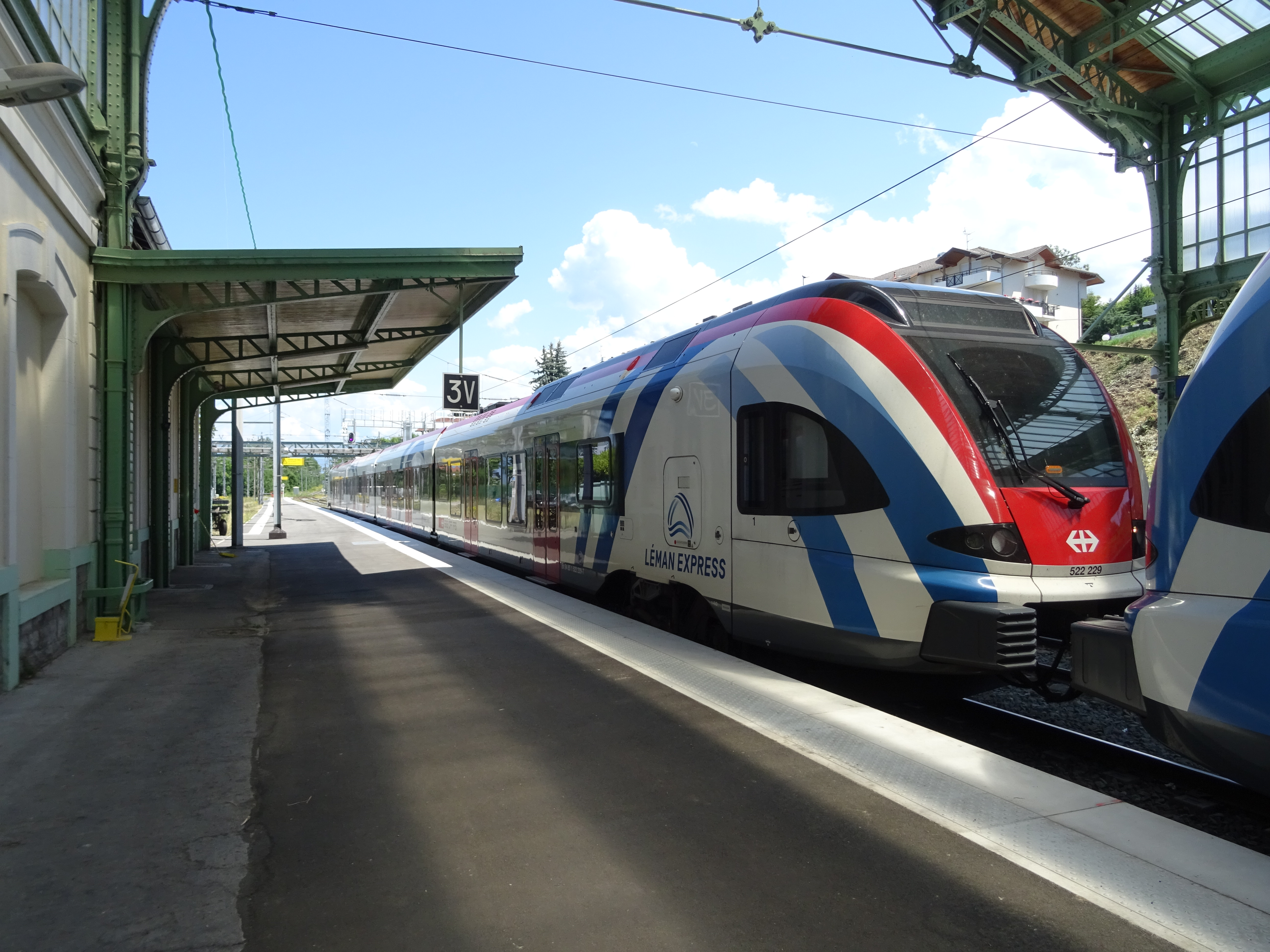
La gare d'Évian-les-Bains est le terminus de la ligne L1 du Léman Express.

### Intermodalité
Un parc pour les vélos et un parking pour les véhicules y sont aménagés.
La gare est desservie par les transports en commun d'Évian-les-Bains (ÉVA'D) et les transports en commun de Thonon-les-Bains (Star't). Outre l'arrêt situé devant la gare, il est possible de rejoindre l'arrêt situé devant le lycée Anna de Noailles par plusieurs escaliers.
À proximité on trouve la gare de départ du funiculaire d'Évian-les-Bains et l'embarcadère des bateaux de la CGN dont ceux du service régulier pour Lausanne-Ouchy.
En saison, deux navettes relient Evian à Thollon-les-Mémises et Bernex-Dent d'Oche.

## Projet
À plus long terme, après la mise en service de CEVA, la réouverture de la ligne du Tonkin entre Évian-les-Bains et Saint-Gingolph (frontière franco-suisse) pourrait permettre la création de liaisons plus efficaces entre le bassin genevois et le canton du Valais, via la rive sud du Léman. Ce projet de réouverture est à l'étude par RFF et la région Auvergne-Rhône-Alpes jusqu'en Décembre 2024. La phase opérationnelle, avec le début des travaux, devrait avoir lieu en 2024-25.